# Breydin
Breydin – gmina w Niemczech,  w kraju związkowym Brandenburgia, w powiecie Barnim, wchodząca w skład związku gmin Biesenthal-Barnim.